# Missing You (Soul II Soul-dal)
A Missing You című dal a brit Soul II Soul 1990-ben megjelent kislemeze a Vol. II: 1990 - A New Decade című stúdióalbumról. A dalt az amerikai énekes-dalszerző Kym Mazelle énekli. A dal az Egyesült Királyságban a 22. míg Írországban a 24. míg Hollandiában a 74. helyre került a slágerlistán. Európán kívül az Egyesült Államokban a Billboard Dance Club Songs toplistáján a 39. helyezett volt, míg Ausztráliában a 166. helyig sikerült jutnia. A dalhoz egy fekete-fehér videoklipet forgattak, ahol Mazelle és Jazzie B együtt táncolnak, miközben előadják a dalt.

## Kritikák
A Music & Media kritikusa szerint a dal erősen hasonlít az 1989-es "Keep on Movin'" című slágerükhöz, és ez a dal egy újabb "versenyző" a klubzene mestereitől.

## Számlista
A-oldal
1. Missing You (Thumpin' Bass Mix) 4:46
2. Missing You (The Healer Instrumental) 5:03

B-oldal
1. People (Club Mix) 4:50
2. Missing You (Humanity Mix) 5:18

## Slágerlista
| Slágerlista(1990)                                       | Legjobb helyezések |
| ------------------------------------------------------- | ------------------ |
| Ausztrália ARIA                                         | 166                |
| Írország IRMA                                           | 24                 |
| Hollandia Single Top 100                                | 74                 |
| Egyesült Királyság UK Singles (Official Charts Company) | 22                 |
| Egyesült Államok Dance Club Songs (Billboard)           | 39                 |
| Egyesült Államok Hot R&B Hip-Hop Songs (Billboard)      | 29                 |